# Jan Urban (dziennikarz)
Jan Urban (ur. 7 marca 1895 w Łodzi jako Jan Urbach, zm. 7 września 1987 w Warszawie) – polski dziennikarz i działacz socjalistyczny, sprawozdawca sejmowy. Poseł do Krajowej Rady Narodowej (1944–1946).

## Życiorys
Urodził się w rodzinie żydowskiej, jako syn Szymona Urbacha (1863–1941) i Michaliny z d. Glücksohn (1864–1941). Jego ojciec był właścicielem zakładu optycznego mieszczącego się przy ul. Piotrkowskiej w Łodzi.
W 1912 ukończył Szkołę Handlową Zgromadzenia Kupców Miasta Łodzi i zdał maturę, ponieważ jednak brał udział w antyrosyjskim strajku szkolnym, nie mógł wstąpić na żadną wyższą uczelnię w Królestwie Polskim. Kształcił się następnie na studiach inżynierskich w Liège. Działał tam w Stowarzyszeniu Młodzieży Postępowo-Niepodległościowej „Filarecja”. Przed wybuchem I wojny światowej wrócił do kraju i pracował w kołach młodzieży socjalistyczno–niepodległościowej, kolportując odezwy przeciw Rosji carskiej. Po zajęciu Warszawy przez Niemców wstąpił na Wydział Elektrotechniczny Politechniki Warszawskiej i został wykładowcą Towarzystwa Krzewienia Oświaty oraz Robotniczego Uniwersytetu Ludowego w Łodzi. Uczestniczył w rozbrajaniu Niemców w Warszawie w listopadzie 1918, następnie wstąpił do Legii Akademickiej Wojska Polskiego i brał udział w obronie Lwowa. Po demobilizacji powrócił na przerwane studia politechniczne. W 1921 rozpoczął pracę dziennikarza, został korespondentem sejmowym prasy łódzkiej. Był jednocześnie działaczem Polskiej Partii Socjalistycznej. W latach 1929–1939 stał na czele redakcji związanego z PPS „Głosu Porannego”, którego był współwłaścicielem. W swej publicystyce poruszał wątki antynazistowskie.
Po przegranej wojnie obronnej w 1939 pozostał wraz z rodziną na terenach włączonych w skład ZSRR. Przyjął obywatelstwo radzieckie i otrzymał posadę inżyniera w lwowskim Państwowym Instytucie Projektowania Miast „Giprograd”. Po wybuchu wojny niemiecko-radzieckiej wraz z rodziną ukrywał się na Kresach Wschodnich. W kwietniu 1944 został wcielony do 1 Armii Wojska Polskiego. Mianowano go redaktorem gazety 4 Dywizji Piechoty „Do boju”. W sierpniu został odkomenderowany do służby cywilnej w resorcie Informacji i Propagandy PKWN. Został zastępcą Jerzego Borejszy w Wydziale Prasowym. W lipcu wszedł w skład Krajowej Rady Narodowej jako delegat Związku Patriotów Polskich. Ostatecznie zrzekł się mandatu podczas X sesji KRN w kwietniu 1946. Podjął pracę w resorcie informacji i propagandy PKWN. Został organizatorem i redaktorem naczelnym pisma PPS „Barykada Wolności”. Współzałożyciel Związku Zawodowego Dziennikarzy, wchodzący w skład jego zarządu głównego. Po wojnie mieszkał w Łodzi, gdzie jako członek specjalnej grupy operacyjnej czynnie uczestniczył w procesie upaństwowienia tamtejszych zakładów poligraficznych. Stał na czele redakcji „Monitora Polskiego”. Współorganizował również odrodzone pismo „Robotnik”. Później zamieszkał z rodziną w Warszawie. Przez szereg lat pełnił tam funkcję sekretarza redakcji wielu pism, m.in. „Rzeczpospolitej” oraz „Głosu Pracy”.
Po zjednoczeniu PPS i PPR został członkiem Polskiej Zjednoczonej Partii Robotniczej. Należał do Stowarzyszenia Dziennikarzy Polskich. Od 1982 członek Stowarzyszenia Dziennikarzy PRL. W ostatnim okresie życia wchodził w skład Zespołu Starszych Dziennikarzy SD PRL.
Został pochowany na Cmentarzu Wojskowym na Powązkach w Warszawie (kwatera A 3 Tuje-1-48).

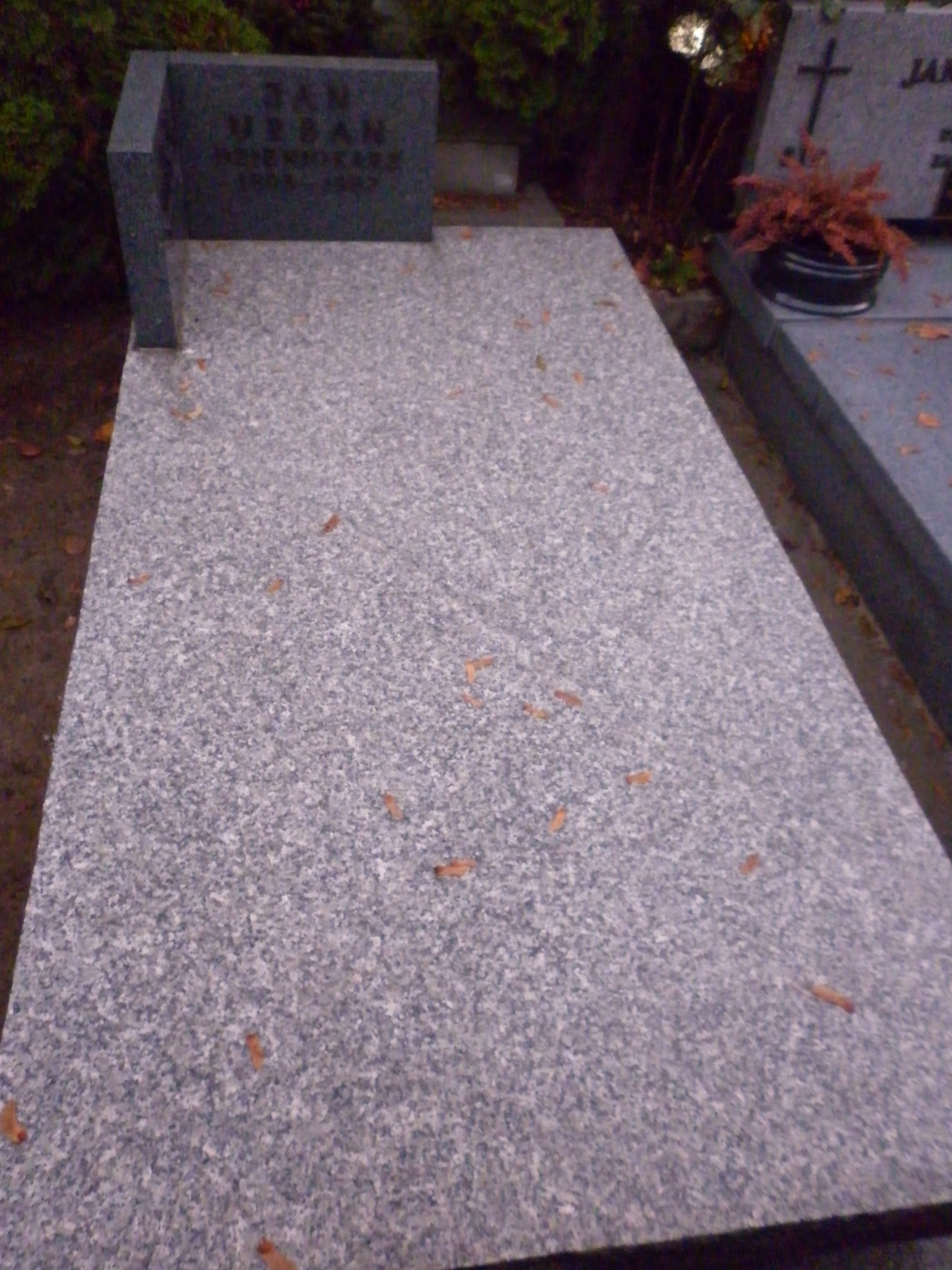
Grób Jana Urbana na Wojskowych Powązkach

## Odznaczenia
- Krzyż Komandorski Orderu Odrodzenia Polski,
- Złota Odznaka Honorowa Stowarzyszenia Dziennikarzy PRL.
- Pamiątkowy Medal z okazji 40 rocznicy powstania Krajowej Rady Narodowej (1983)[7]

## Życie prywatne
W 1924 poślubił Marię Brodacz (1900–1994), z którą miał syna Jerzego (1933–2022).